# یو سونگ-یون
یو سونگ-یون (به انگلیسی: U Sung-eun) (زاده ۲۶ آوریل ۱۹۸۹)خواننده اهل کره جنوبی است.